# Parexarnis figulina
Parexarnis figulina är en fjärilsart som beskrevs av Max Wilhelm Karl Draudt 1936. Parexarnis figulina ingår i släktet Parexarnis och familjen nattflyn. Inga underarter finns listade i Catalogue of Life.